# Allison (Iowa)
Allison település az Amerikai Egyesült Államok Iowa államában, Butler megyében, melynek megyeszékhelye is. Lakosainak száma 966 fő (2020. április 1.).

## Népesség
A település népességének változása:

| 2010 | 1 029 |
| 2020 | 966   |